# 가즈노군

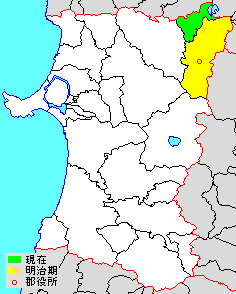
가즈노 군의 위치

가즈노군(일본어: 鹿角郡, かづのぐん)은 일본 아키타현의 북동부(리쿠추국 북서단)에 위치하는 군이다.
인구 4,273명, 면적 201.7km², 인구밀도 21.2명/km².(2025년 3월 1일, 추계인구)
이하 1정으로 구성된다.
- 고사카정(小坂町)